# Ville Koivunen
Ville Koivunen, född 13 juni 2003, är en finländsk professionell ishockeyforward som är kontrakterad till Pittsburgh Penguins i National Hockey League (NHL) och spelar för Wilkes-Barre/Scranton Penguins i American Hockey League (AHL).
Han har tidigare spelat för Oulun Kärpät i Liiga och Chicago Wolves i AHL.
Koivunen draftades av Carolina Hurricanes i andra rundan i 2021 års draft som 51:a spelare totalt.

## Statistik
| 2021–2022    | Oulun Kärpät                   | Liiga        | 53  | 11 | 18 | 29  | 20 | 6  | 1 | 0 | 1  | 0  |
| 2022–2023    | Oulun Kärpät                   | Liiga        | 52  | 12 | 16 | 28  | 26 | 3  | 0 | 1 | 1  | 0  |
|              | Chicago Wolves                 | AHL          | 12  | 1  | 0  | 1   | 4  | —  | — | — | —  | —  |
| 2023–2024    | Oulun Kärpät                   | Liiga        | 59  | 22 | 34 | 56  | 26 | 12 | 5 | 8 | 13 | 14 |
|              | Wilkes-Barre/Scranton Penguins | AHL          | —   | —  | —  | —   | —  | 2  | 1 | 1 | 2  | 2  |
| 2024–2025    | Pittsburgh Penguins            | NHL          | 1   | 0  | 0  | 0   | 0  | —  | — | — | —  | —  |
|              | Wilkes-Barre/Scranton Penguins | AHL          | 62  | 21 | 34 | 55  | 50 | —  | — | — | —  | —  |
| NHL totalt   | NHL totalt                     | NHL totalt   | 1   | 0  | 1  | 1   | 0  | —  | — | — | —  | —  |
| Liiga totalt | Liiga totalt                   | Liiga totalt | 164 | 45 | 68 | 113 | 72 | 21 | 6 | 9 | 15 | 14 |
| AHL totalt   | AHL totalt                     | AHL totalt   | 74  | 22 | 34 | 56  | 54 | 2  | 1 | 1 | 2  | 2  |

### Internationellt
| Källa: Uppdaterad: 2025-03-30 | Källa: Uppdaterad: 2025-03-30 | Källa: Uppdaterad: 2025-03-30 |         | Utv = Utvisningsminuter | Utv = Utvisningsminuter | Utv = Utvisningsminuter | Utv = Utvisningsminuter | Utv = Utvisningsminuter |
| År                            | Lag                           | Mästerskap                    | Matcher | Mål                     | Assists                 | Poäng                   | Utv                     |                         |
| ----------------------------- | ----------------------------- | ----------------------------- | ------- | ----------------------- | ----------------------- | ----------------------- | ----------------------- | ----------------------- |
| 2021                          | Finland                       | U18-VM                        | 7       | 4                       | 6                       | 10                      | 0                       |                         |
| 2022                          | Finland                       | JVM                           | 6       | 0                       | 0                       | 0                       | 0                       |                         |
| 2023                          | Finland                       | JVM                           | 5       | 0                       | 2                       | 2                       | 0                       |                         |
| Junior totalt                 | Junior totalt                 | Junior totalt                 | 18      | 4                       | 8                       | 12                      | 0                       |                         |